# Hubert Dupont
Pour les articles homonymes, voir Hubert Dupont (homonymie) et Dupont.
Hubert Dupont, né le 13 novembre 1980 à Lyon, est un coureur cycliste français. Passé professionnel en 2005 chez RAGT Semences-MG Rover, il court de 2006 à 2019 pour l'équipe AG2R La Mondiale. Il se distingue surtout par ses qualités de grimpeur.
Durant sa carrière, il ne remporte aucune course, mais il a notamment terminé 22 des 23 grands tours qu'il a couru (record pour un Français à égalité avec Sylvain Chavanel).

## Carrière
Né le 13 novembre 1980 à Lyon, Hubert Dupont commence le cyclisme à dix ans, à l'Amicale cycliste Lyon-Vaise, club dans lequel son père est également licencié. À 19 ans, il rejoint le VC Caladois.
De 2002 à 2004, Hubert Dupont est membre du Vélo-Club La Pomme Marseille. Durant cette période, il remporte une étape disputée en contre-la-montre par équipes au Tour de la Vallée d'Aoste en 2003 et une étape du Baby Giro en 2004.
Stagiaire au sein de l'équipe RAGT Semences-MG Rover en fin d'année 2004, il devient professionnel dans cette équipe en 2005. À la fin de cette saison, RAGT Semences disparaît. Hubert Dupont est recruté par l'équipe AG2R Prévoyance, à la faveur de l'accession de cette dernière à l'UCI ProTour. Il y retrouve le directeur sportif Julien Jurdie, venant comme lui de RAGT Semences. Durant sa première année chez AG2R Prévoyance, il remporte le classement de la montagne du Tour du Pays basque et dispute ses deux premiers grands tours : le Tour d'Italie, qu'il finit à la 32e place et où il est quatrième d'une étape, et le Tour d'Espagne, dont il prend la 40e place du classement général. Il participe à ces deux tours également en 2007, terminant respectivement aux 25e et 17e places. En 2008, il court son premier Tour de France. En 2011, il est onzième du Tour d'Italie.
Hubert Dupont doit abandonner le Tour de France 2012 à l'issue de la 6e étape en raison d'une chute qui lui entraîne une fracture d'un radius, une fracture d'une vertèbre et une entorse d'une cheville. Il fait son retour à la compétition en octobre lors du Tour d'Émilie.
À nouveau onzième du Giro au printemps 2016, il prolonge son contrat avec la formation AG2R La Mondiale.
Fin 2019, il arrête sa carrière à 39 ans.

## Palmarès et classements mondiaux

### Palmarès
- 2002
  - Championnat de Provence sur route
- 2003
  - 1re étape du Tour de la Vallée d'Aoste (contre-la-montre par équipes)
  - 3e du Tour du Charolais
- 2004
  - La Durtorccha
  - 5e étape du Baby Giro
  - 2e des Boucles du Sud Ardèche
  - 3e du Grand Prix de Cours-la-Ville
- 2012
  - 2e de la Route du Sud
- 2016
  - 3e du Tour du Limousin

### Résultats sur les grands tours

#### Tour de France
5 participations
- 2008 : 55e
- 2009 : 33e
- 2011 : 22e
- 2012 : non-partant (7e étape)
- 2013 : 34e

#### Tour d'Italie
12 participations
- 2006 : 32e
- 2007 : 25e
- 2010 : 20e
- 2011 : 11e[9],[10]
- 2012 : 16e
- 2013 : 32e
- 2014 : 16e
- 2015 : 42e
- 2016 : 11e
- 2017 : 19e
- 2018 : 20e
- 2019 : 47e

#### Tour d'Espagne
6 participations
- 2006 : 40e
- 2007 : 17e
- 2008 : 32e
- 2010 : 55e
- 2014 : 54e
- 2018 : 26e

### Classements mondiaux
| Année                  | 2005 | 2006 | 2007 | 2008 | 2009 | 2010 | 2011 | 2012 | 2013 | 2014 | 2015 | 2016 |
| ---------------------- | ---- | ---- | ---- | ---- | ---- | ---- | ---- | ---- | ---- | ---- | ---- | ---- |
| Classement ProTour     |      |      | 168e |      |      |      |      |      |      |      |      |      |
| Calendrier mondial UCI |      |      |      |      |      | 227e |      |      |      |      |      |      |
| UCI World Tour         |      |      |      |      |      |      | 100e | 158e | nc   | 128e | nc   | 108e |
| UCI Europe Tour        | 746e |      |      |      |      |      |      |      |      |      |      |      |